# Isle of Man TT 1958
De Isle of Man TT 1958 was de eerste Grand Prix van het wereldkampioenschap wegrace-seizoen 1958. De races werden verreden van 2- tot en met 6 juni op het eiland Man. Opnieuw reden alle WK-klassen op Man.

## Algemeen
De TT van 1958 werd overschaduwd door de dodelijke ongevallen van de Nieuw-Zeelander John Antram tijdens de eerste training en de Rhodesiër Des Wolff tijdens de Senior TT. De meest opmerkelijke debutant was Mike Hailwood, maar ook Jim Redman, Tom Phillis en Bob Anderson verschenen voor het eerst in het wereldkampioenschap wegrace. Door het wegvallen van de Italiaanse concurrenten Gilera, Mondial en Moto Guzzi gingen de overwinningen in de soloklassen allemaal naar MV Agusta.

## Mountain Course Races

### Senior TT
6 juni, zes ronden (364 km)
John Surtees kon in de Senior TT alleen bedreigd worden door zijn teamgenoot John Hartle, maar die viel uit. Nu won Surtees met ruim vijf minuten voorsprong op de Norton-rijders Bob Anderson en Bob Brown. Voor Anderson was dat een prima prestatie, want hij debuteerde in het wereldkampioenschap en reed voor het eerst op de Mountain Course. Des Wolff kwam bij Barregarrow ten val en overleed aan zijn verwondingen.
| Pos | Coureur          | Merk      | Tijd      | Punten |
| --- | ---------------- | --------- | --------- | ------ |
| 1   | John Surtees     | MV Agusta | 2:40"39'8 | 8      |
| 2   | Bob Anderson     | Norton    | 2:46"06'0 | 6      |
| 3   | Bob Brown        | Norton    | 2:46"22'2 | 4      |
| 4   | Derek Minter     | Norton    | 2:47"03'2 | 3      |
| 5   | Dave Chadwick    | Norton    | 2:47"15'4 | 2      |
| 6   | John Anderson    | Norton    | 2:47"58'8 | 1      |
| 7   | George Catlin    | Norton    | 2:48"44'0 |        |
| 8   | Ewan Haldane     | Norton    | 2:50"20'2 |        |
| 9   | Peter Pawson     | Norton    | 2:51"12'4 |        |
| 10  | Dickie Dale      | BMW       | 2:51"22'8 |        |
| 11  | Eric Hinton      | Norton    | 2:51"32'0 |        |
| 12  | Ralph Rensen     | Norton    | 2:51"41'8 |        |
| 13  | Mike Hailwood    | Norton    | 2:51"48'4 |        |
| 14  | Kenneth Tostevin | Norton    | 2:51"59'0 |        |
| 15  | John Hempleman   | Norton    | 2:52"07'0 |        |
| 16  | Noel McCutcheon  | Norton    | 2:52"20'8 |        |
| 17  | Jimmy Buchan     | Norton    | 2:52"48'0 |        |
| 18  | Tom Phillis      | Norton    | 2:53"03'2 |        |
| 19  | Jim Redman       | Norton    | 2:53"16'6 |        |
| 20  | Derek Powell     | Norton    | 2:54"53'6 |        |
| 29  | Jack Ahearn      | Matchless | 2:58"39'6 |        |
| 35  | Arthur Wheeler   | AJS       | 3:05"18'0 |        |

| Coureur          | Merk      | Oorzaak |
| ---------------- | --------- | ------- |
| Keith Campbell   | Norton    |         |
| Alan Trow        | Norton    |         |
| Alistair King    | Norton    |         |
| Bill Smith       | Norton    |         |
| Bob McIntyre     | Norton    |         |
| Geoff Duke       | BMW       |         |
| Geoff Tanner     | Norton    |         |
| John Hartle      | MV Agusta |         |
| Michael O'Rourke | Norton    |         |
| Terry Shepherd   | Norton    |         |
| Des Wolff        | Norton    | Val (†) |
| Paddy Driver     | Norton    |         |

| Coureur         | Merk      | Oorzaak    |
| --------------- | --------- | ---------- |
| Ernst Hiller    | BMW       |            |
| Carlo Bandirola | MV Agusta | Teambeleid |
| Remo Venturi    | MV Agusta | Teambeleid |
| Umberto Masetti | MV Agusta | Teambeleid |
| Gary Hocking    | Norton    |            |

### Junior TT
2 juni, zes ronden (364 km)
John Surtees won ook de Junior TT met een grote voorsprong op Dave Chadwick en Geoff Tanner. Veel grote namen haalden de finish niet: Bob McIntyre, Dickie Dale, Geoff Duke, Jack Brett en Surtees' stalgenoot John Hartle.
| Pos | Coureur          | Merk      | Tijd      | Punten |
| --- | ---------------- | --------- | --------- | ------ |
| 1   | John Surtees     | MV Agusta | 2:48"38'4 | 8      |
| 2   | Dave Chadwick    | Norton    | 2:52"50'6 | 6      |
| 3   | Geoff Tanner     | Norton    | 2:53"06'4 | 4      |
| 4   | Terry Shepherd   | Norton    | 2:53"06'6 | 3      |
| 5   | George Catlin    | Norton    | 2:54"24'8 | 2      |
| 6   | Alistair King    | Norton    | 2:54"28'4 | 1      |
| 7   | Keith Campbell   | Norton    | 2:54"52'0 |        |
| 8   | Bob Anderson     | Norton    | 2:54"53'6 |        |
| 9   | Derek Minter     | Norton    | 2:55"04'0 |        |
| 10  | Jimmy Buchan     | Norton    | 2:56"08'2 |        |
| 11  | Paddy Driver     | Norton    | 2:57"12'8 |        |
| 12  | Mike Hailwood    | Norton    | 2:57"17'0 |        |
| 13  | Ralph Rensen     | Norton    | 2:57"23'2 |        |
| 14  | Bob Brown        | AJS       | 2:58"15'4 |        |
| 15  | Ewen Haldane     | Norton    | 2:58"40'0 |        |
| 16  | Peter Pawson     | Norton    | 2:58"47'8 |        |
| 17  | Jack Ahearn      | AJS       | 2:59"10'4 |        |
| 18  | John Anderson    | AJS       | 3:00"33'6 |        |
| 19  | Noel McCutcheon  | AJS       | 3:01"33'0 |        |
| 20  | Kenneth Tostevin | Norton    | 3:01"35'8 |        |
| 24  | Jim Redman       | Norton    | 3:02"30'0 |        |
| 29  | Bill Smith       | AJS       | 3:06"12'0 |        |
| 32  | Tom Phillis      | Norton    | 3:06"48'2 |        |

| Coureur          | Merk      | Oorzaak |
| ---------------- | --------- | ------- |
| Eric Hinton      | Norton    |         |
| Jo Siffert       | Norton    |         |
| Alan Trow        | Norton    |         |
| Arthur Wheeler   | AJS       |         |
| Bob McIntyre     | Norton    |         |
| Dickie Dale      | Norton    |         |
| Geoff Duke       | Norton    |         |
| Jack Brett       | Norton    |         |
| John Hartle      | MV Agusta |         |
| Michael O'Rourke | Norton    |         |
| John Hempleman   | Norton    |         |
| Des Wolff        | Norton    |         |

| Coureur      | Merk   | Oorzaak |
| ------------ | ------ | ------- |
| Luigi Taveri | Norton |         |
| Geoff Monty  | Norton |         |

## Clypse Course Races

### Lightweight TT
2 juni
In de 250cc-Lightweight TT was er geen concurrentie voor MV Agusta en er ontstond een spannende strijd tussen Tarquinio Provini en Carlo Ubbiali. Ubbiali leidde in de eerste ronden, maar aan het einde van de vierde ronde gingen ze zij aan zij over de streep. Daarna reed Provini weg om met ruim 8 seconden verschil te winnen. Debutant Mike Hailwood werd met zijn NSU Sportmax-productieracer derde voor de meer ervaren Bob Brown.
| Pos | Coureur           | Merk          | Tijd      | Punten |
| --- | ----------------- | ------------- | --------- | ------ |
| 1   | Tarquinio Provini | MV Agusta     | 1:24"12'0 | 8      |
| 2   | Carlo Ubbiali     | MV Agusta     | 1:24"20'2 | 6      |
| 3   | Mike Hailwood     | NSU           | 1:27"07'8 | 4      |
| 4   | Bob Brown         | NSU           | 1:27"48'8 | 3      |
| 5   | Dieter Falk       | Adler         | 1:27"50'5 | 2      |
| 6   | Sammy Miller      | ČZ            | 1:29"08'0 | 1      |
| 7   | Eric Hinton       | NSU           | 1:29"15'2 |        |
| 8   | Tommy Robb        | NSU           | 1:29"50'6 |        |
| 9   | Fron Purslow      | NSU           | 1:30"28'0 |        |
| 10  | D Andrews         | NSU           | 1:24"14'0 |        |
| 11  | Michael O'Rourke  | GMS           | 1:24"58'6 |        |
| 12  | G. Anderson       | NSU           | 1:26"17'6 |        |
| 13  | K. James          | M&F Excelsior | 1:27"07'0 |        |
| 14  | A. Jones          | Moto Guzzi    | 1:27"11'0 |        |
| 15  | Gerry Turner      | Pike-BSA      | 1:30"12'2 |        |
| 16  | Frank Cope        | Norton        | 1:30"48'4 |        |
| 17  | L. Evans          | Ducati        | 1:27"08'6 |        |
| 18  | R. Porter         | Moto Guzzi    | 1:25"46'0 |        |

| Coureur        | Merk      | Oorzaak |
| -------------- | --------- | ------- |
| Arthur Wheeler | Mondial   |         |
| Dave Chadwick  | MV Agusta |         |
| Derek Minter   | REG       |         |

| Coureur           | Merk   | Oorzaak |
| ----------------- | ------ | ------- |
| Josef Autengruber | NSU    |         |
| Ernst Degner      | MZ     |         |
| Horst Fügner      | MZ     |         |
| Günter Beer       | Adler  |         |
| Horst Kassner     | NSU    |         |
| Walter Reichert   | NSU    |         |
| Wilhelm Lecke     | DKW    |         |
| Xaver Heiß        | NSU    |         |
| Dickie Dale       | NSU    |         |
| Geoff Monty       | GMS    |         |
| Emilio Mendogni   | Morini |         |
| Giampiero Zubani  | Morini |         |

### Ultra-Lighweight TT
2 juni
Alleen in de Ultra-Lightweight TT kregen de MV Agusta's tegenstand, van Luigi Taveri met zijn Ducati 125 Trialbero. Taveri leidde aan het einde van de tweede ronde, maar daarna nam Tarquinio Provini de leiding over. Die kwam echter ten val, maar Taveri viel bij Creg-ny-Baa stil met een defecte motor, waardoor Carlo Ubbiali de overwinning greep voor de Ducati's van Romolo Ferri, Dave Chadwick en Sammy Miller.
| Pos | Coureur          | Merk      | Tijd      | Punten |
| --- | ---------------- | --------- | --------- | ------ |
| 1   | Carlo Ubbiali    | MV Agusta | 1:28"51'2 | 8      |
| 2   | Romolo Ferri     | Ducati    | 1:29"04'0 | 6      |
| 3   | Dave Chadwick    | Ducati    | 1:30"27'8 | 4      |
| 4   | Sammy Miller     | Ducati    | 1:31"55'2 | 3      |
| 5   | Ernst Degner     | MZ        | 1:33"27'0 | 2      |
| 6   | Horst Fügner     | MZ        | 1:33"43'8 | 1      |
| 7   | Mike Hailwood    | Paton     | 1:34"27'6 |        |
| 8   | Fron Purslow     | Ducati    | 1:37"43'8 |        |
| 9   | Arthur Wheeler   | Mondial   | 1:38"44'6 |        |
| 10  | D. Allen         | Mondial   | 1:31"34'2 |        |
| 11  | J. Baughn        | EMC       | 1:32"02'4 |        |
| 12  | Bill Webster     | MV Agusta | 1:34"03'2 |        |
| 13  | R. Porter        | MV Agusta | 1:34"43'8 |        |
| 14  | C. Percival      | MV Agusta | 1:36"57'2 |        |
| 15  | Rex Avery        | LEF       | 1:39"06'8 |        |
| 16  | Leonard Harfield | LCH       | 1:33"04'4 |        |
| 17  | W. Peden         | Montesa   | 1:38"48'6 |        |
| 18  | S. Fairchild     | Montesa   | 1:34"35'0 |        |

| Coureur           | Merk      | Oorzaak |
| ----------------- | --------- | ------- |
| Luigi Taveri      | Ducati    | Motor   |
| Tarquinio Provini | MV Agusta | Val     |

| Coureur          | Merk      | Oorzaak |
| ---------------- | --------- | ------- |
| Walter Brehme    | MZ        |         |
| Werner Musiol    | MZ        |         |
| Alberto Gandossi | Ducati    |         |
| Bruno Spaggiari  | Ducati    |         |
| Enzo Vezzalini   | MV Agusta |         |
| Francesco Villa  | Ducati    |         |

### Sidecar TT
4 juni
De BMW-combinaties Wilhelm Noll/Fritz Cron en Fritz Hillebrand/Manfred Grunwald waren er niet meer, maar er waren genoeg opvolgers om de spanning in de sidecar TT weg te nemen. Walter Schneider/Hans Strauß wonnen met ruim een minuut voorsprong op Florian Camathias/Hilmar Cecco. Jackie Beeton en Eddie Bulgin hielden de eer van Norton nog enigszins hoog door derde te worden, maar ze hadden bijna zeven minuten achterstand op de winnaars. Voormalig wereldkampioen Cyril Smith viel uit, maar de meest opvallende deelnemers waren Eric Oliver met bakkeniste Pat Wise. Oliver, ook al voormalig wereldkampioen, was eigenlijk gestopt, maar gunde Pat Wise, een klant van zijn motorzaak in Staines, een deelname aan de Isle of Man TT. Een racemotor kocht hij daar niet voor, hij gebruikte een Norton Dominator met een zwaar Watsonian Monaco-toerzijspan, compleet met deurtje om in- en uit te stappen. Pat zat dus opgesloten en kon niet zoals de andere bakkenisten "turnen" om de combinatie op de weg te houden, maar desondanks reden ze 59,95 mijl per uur (96,5 km/uur) gemiddeld en ze eindigden als tiende in de race. Dat leverde een bronzen replica op.
| Pos | Coureur           | Bakkenist      | Merk    | Tijd      | Punten |
| --- | ----------------- | -------------- | ------- | --------- | ------ |
| 1   | Walter Schneider  | Hans Strauß    | BMW     | 1:28"40'0 | 8      |
| 2   | Florian Camathias | Hilmar Cecco   | BMW     | 1:29"47'2 | 6      |
| 3   | Jackie Beeton     | Eddie Bulgin   | Norton  | 1:35"34'8 | 4      |
| 4   | Alwin Ritter      | Edwin Blauth   | BMW     | 1:36"17'8 | 3      |
| 5   | Ernie Walker      | Dun Roberts    | Norton  | 1:30"15'2 | 2      |
| 6   | Peter Woollett    | George Loft    | Norton  | 1:32"24'2 | 1      |
| 7   | D. de Orfe        | D. Fynn        | Norton  | 1:32"27'2 |        |
| 8   | B. Green          | W. Rushmere    | Norton  | 1:34"49'4 |        |
| 9   | Ernie Young       | A. Young       | Triumph | 1:35"45'0 |        |
| 10  | Eric Oliver       | Pat Wise       | Norton  | 1:37"12'2 |        |
| 11  | Fritz Mühlemann   | Jo Siffert     | BSA     |           |        |
| 12  | Owen Greenwood    | T. Fairbrother | Triumph |           |        |

| Coureur         | Bakkenist     | Merk   | Oorzaak |
| --------------- | ------------- | ------ | ------- |
| Helmut Fath     | Fritz Rudolf  | BMW    |         |
| Loni Neußner    | Dieter Heß    | BMW    |         |
| Marcel Beauvais | André Coudert | Norton |         |
| Bill Beevers    | Frank Fox     | Norton |         |
| Cyril Smith     | Eric Bliss    | Norton |         |
| Pip Harris      | Ray Campbell  | Norton |         |

| Coureur           | Bakkenist          | Merk   | Oorzaak |
| ----------------- | ------------------ | ------ | ------- |
| Arsenius Butscher | Helmut Munz        | BMW    |         |
| August Rohsiepe   | Arthur Gardyanczik | BMW    |         |
| Rudi Richter      | Gerhard Klim       | BMW    |         |
| Bill Boddice      | Bill Canning       | Norton |         |

1907 · 1908 · 1909 · 1910 · 1911 · 1912 · 1913 · 1914 · Eerste Wereldoorlog · 1920 · 1921 · 1922 · 1923 · 1924 · 1925 · 1926 · 1927 · 1928 · 1929 · 1930 · 1931 · 1932 · 1933 · 1934 · 1935 · 1936 · 1937 · 1938 · 1939 · Tweede Wereldoorlog · 1947 · 1948 · 1949 · 1950 ·1951 · 1952 · 1953 · 1954 · 1955 · 1956 · 1957 · 1958 · 1959 · 1960 · 1961 · 1962 · 1963 · 1964 · 1965 · 1966 · 1967 · 1968 · 1969 · 1970 · 1971 · 1972 · 1973 · 1974 · 1975 · 1976 · 1977 · 1978 · 1979 · 1980 · 1981 · 1982 · 1983 · 1984 · 1985 · 1986 · 1987 · 1988 · 1989 · 1990 · 1991 · 1992 · 1993 · 1994 · 1995 · 1996 · 1997 · 1998 · 1999 · 2000 · 2002 · 2003 · 2004 · 2005 · 2006 · 2007 · 2008 · 2009 · 2010 · 2011 · 2012 · 2013 · 2014